# Джебель-Шаммар
Джебель-Шаммар — держава, що існувала в 1830–1921, емірат на Аравійському півострові. Столиця — місто Хаїль.

## Історія
Після 1818 року єгиптянами був розгромлений Дірійський емірат саудитів. В еміраті Джебель-Шаммар, який знаходився у васальній залежності від саудітів, почалася боротьба за владу між кланами Аль-Алі і Ар-Рашид.
У 1835 брати Абдаллах та Убайд з клану Ар-Рашид захопили владу в Джебель-Шаммар, убивши еміра Саліха. При цьому брати визнали себе васалами саудитського еміра Фейсала I, який допоміг їм у боротьбі за владу.
Правління аміра Мухаммада I (1872—1897) стало періодом розквіту Джебель-Шаммара і часом найбільшої могутності клану Ааль Рашид. У січні 1891 року Мухаммад I завоював Ер-Ріяд, де проти нього повстав Абд ар-Рахман ібн Фейсал аль-Сауд. Після цього Мухаммад аль-Рашид зміцнився як безперечний володар Центральної Аравії.
Після смерті в 1897 році Мухаммада I почався занепад держави Рашидідів. У 1902 році саудитський принц Абд ал-Азіз зайняв Ер-Ріяд і відновив ваххабітську державу. Між Саудитами та Рашидідами почалася тривала боротьба за панування в Аравії. У квітні 1906 року емір Абд ал-Азіз ар-Рашид зазнав повної поразки в Касімі і загинув у битві. Новим еміром став його старший син Мітаб II ібн Абд ал-Азіз, який уклав мир із Саудитами, визнавши всі їхні захоплення на південь від Касіма.
В Першій світовій війні держава виступила на стороні центральних держав.
У 1921 емірат приєднаний до держави саудитів.

## Список емірів Джебель-Шаммара
- Мухаммед ібн Абд аль-Мухсін (1800—1818)
- Саліх ібн Абд аль-Мухсін (1818–1835)
- Абдаллах ібн Алі Аль-Рашид (1835–1837, 1837–1847)
- Іса ібн Убайдалла Аль Алі (1837)
- Таляль ібн Абдаллах (1847–1868)
- Мітаб ібн Абдаллах (1868)
- Бандар ібн Таляль (1868–1872)
- Мухаммед ібн Абдаллах (1872–1897)
- Абд ал-Азіз ібн Мітаб (1897–1906)
- Мітаб ібн Абд ал-Азіз Аль Рашид (1906)
- Султан ібн Хаммуд (1906–1908)
- Сауд ібн Хаммуд (1908–1909)
- Сауд ібн Абд ал-Азіз (1909–1920)
- Абдаллах ібн Алі Аль-Рашид (1920–1921)
- Мухаммад ібн Талал ібн Мітаб Аль Рашид (1921–1954)